# Mark Sykes
Sir Mark Sykes (fulde navn Tatton Benvenuto Mark Sykes; født 16. marts 1879, død 16. februar 1919 i Paris) var en britisk officer, diplomat og forskningsrejsende, fader til forfatteren Christopher Sykes.

## Biografi
Mark Sykes boede sine tidlige leveår dels i London, dels i Sledmere House i East Riding of Yorkshire.
Sykes deltog i 1899-1902 i boerkrigen. Han var i 1905-07 honorær attaché i Konstantinopel og foretog disse år vidtstrakte rejser i de asiatiske dele af det osmanniske rige, og da skulle han blandt andet kortlægge det nordvestlige Mesopotamien. Fra 1911 sad han som repræsentant i det britiske underhus for det konservative parti. Han blev god ven med Lord Hugh Cecil, som også var MP, og blev kendt med F. E. Smith (den senere Lord Birkenhead) og Hilaire Belloc. Sykes var også ven af Aubrey Herbert, en engelskmand med stor indflydelse i mellemøsten-anliggender, og blev kendt med Gertrude Bell, en pro-arabisk rådgiver for Foreign Office. Sykes blev aldrig så helhjertet en talsmand for arabernes sag som Bell og hendes venner T. E. Lawrence og Sir Percy Cox. Hans sympatier og interesser var ikke bare med araberne, men også områdets armeniere, jøder og tyrkere.
Han blev baronet ved faderens død i 1913.
Sykes opsatte under 1. verdenskrig en bataljon frivillige og virkede som britisk emissær en tid i Kaukasus og der efter i Mesopotamien og Kurdistan. Den britiske krigsminister Lord Kitchener fik ham med i Bunsenkomiteen, som skulle udarbejde anbefalinger angående Mellemøsten. Sykers blev snart komiteens dominerende personlighed. Det var Sykes og hans folk, som genoplivede gamle græske og romerske navne for flere regioner i Mellemøsten. Det gjaldt navnevalg som for eksempel Syrien, Palæstina, Irak og Mesopotamien.
Sykes blev i 1916 benyttet ved Storbritanniens hemmelige forhandlinger med Frankrig om opdeling af Tyrkiets syriske og mesopotamiske besiddelser og indgik om dette i maj samme år med den franske diplomat Picot den efter dem opkaldte Sykes-Picot-aftale.
Aftalen blev ikke offentliggjort før efter, at bolsjevikkerne åbnede zartidens russiske arkiver. Afsløringen af indholdet blev offentliggjort først i Izvestija og Pravda den 23. november 1917. Nogle dage senere blev aftaleteksten gengivet i The Manchester Guardian. For de involverede parter var afsløringen pinlig og skabte voksende misstemning mellem parterne og araberne. Briterne havde lovet eller i det mindste forestillet araberne en selvstændig arabisk statsdannelse, hvis de gjorde oprør mod tyrkerne. Støtte til dette fik de blandt andre af obersten T. E. Lawrence.
Historieforskningen tyder på, at Sykes influerede udformningen af Balfourerklæringen af 2. november 1917. Den sagde, at den britiske regering var velvillig over for en oprettelse i Palæstina af et nationalt hjem for det jødiske folk.

## Død, begravelse, ekshumering
Sykes døde i relativt ung alder i 1919 i Hotel Lotti i Paris af spansk syge. Til trods for, at han var katolik, blev han begravet anglikansk. Hans levninger blev i 2008 ekshumerede i den medicinske forsknings øjemed som led i bestræbelserne for at kunne håndtere en sådan pandemi (baseret på viruset H1N1) i fremtiden.

## Forfatterskab
Mark Sykes skrev både fagbøger om Mellemøsten, og satiriske romaner:
- Through Five Turkish Provinces, 1900,
- Dar-Ul-Islam, 1904,
- The Caliphs' Last Heritage: A Short History of the Turkish Empire, 1915.

De satiriske værker
- D'Ordel's Pantechnicon, 1904, illustreret af Edmund Sandars, en parodi på avisvæsenet
- D'Ordel's Tactics and Military Training, 1904, en parodi på Infantry Drill Book som kom i 1896, også den illustreret af Sandars.